# Concursul Muzical Eurovision 1970
Eurovision 1970 a fost a cincisprezecea ediție Eurovision. 
| Locul | Puncte | Cântec                                   | Artist                                        | Țară                  |
| 1.    | 32     | All Kinds of Everything                  | Dana                                          | Irlanda               |
| 2.    | 26     | Knock Knock, Who's There?                | Mary Hopkin                                   | Regatul Unit          |
| 3.    | 12     | Wunder gibt es immer wieder              | Katja Ebstein                                 | Germania              |
| 4.    | 8      | Retour Marie-Blanche Gwendolyne          | Henri Dès Guy Bonnet Julio Iglesias           | Elveția Franța Spania |
| 7.    | 7      | Waterman                                 | The Hearts Of Soul                            | Țările de Jos         |
| 8.    | 5      | Occhi di ragazza Viens l'oublier Marlène | Gianni Morandi Jean Vallée Dominique Dussault | Italia Belgia Monaco  |
| 11.   | 4      | Pridi, dala ti bom cvet                  | Eva Sršen                                     | Iugoslavia            |
| 12.   | 0      | Je suis tombé du ciel                    | David Alexandre Winter                        | Luxemburg             |